# ジョゼ・マリア・ロドリゲス・アウヴェス
ゼ・マリア（Zé Maria）こと、ジョゼ・マリア・ロドリゲス・アウヴェス（José Maria Rodrigues Alves、1949年5月18日 - ）は、ブラジル・サンパウロ州出身の元同国代表サッカー選手。
FIFAワールドカップに2大会連続で出場した。

## 経歴
ポルトゥゲーザでデビューを飾ると、1970年からはブラジルの強豪、コリンチャンスへ移籍し、13年に渡り在籍した。その後、インテル・デ・リメイラで現役を引退した。
代表では、キャリアを通じて47試合に出場した。また、1970 FIFAワールドカップ、1974 FIFAワールドカップに2大会連続で出場し、1970年大会では優勝に貢献した。